# Fiat 500X
Fiat 500X — мини-кроссовер Fiat, поступивший в продажу в 2014 году. Первая информация о нём появилась в сети в мае 2012 года, первые изображения стали доступны в июле этого же года. По оценкам журналистов представить его должны были на Парижском автосалоне 2012-го, однако новинок от Fiat на мотор-шоу не было.
500X, как и субкомпактвэн 500L, с которым он разделил платформу, имеет элементы дизайна от обычного 500, такие как круглые фары и решётка радиатора. Однако в отличие от своих собратьев кроссовер получил легкий внедорожный пластиковый обвес, опциональный полный привод и увеличенный клиренс. Гамма двигателей во многом совпадает с другими автомобилями серии 500.
В модельном ряду автомобиль заменил модель Sedici. Схожий кроссовер есть также у Jeep (Jeep Renegade (BU)), который в данный момент принадлежит Chrysler Group LLC, который, в свою очередь, принадлежит Fiat.
| Euro NCAP                                                            | Euro NCAP | Euro NCAP | Euro NCAP             |
| -------------------------------------------------------------------- | --------- | --------- | --------------------- |
| · общий рейтинг                                                      |           |           |                       |
| 86%                                                                  | 85%       | 74%       | 64%                   |
| взрослый пассажир                                                    | ребёнок   | пешеход   | активная безопасность |
| Протестированная модель: Fiat 500X 1.6 diesel 'Pop Star', LHD (2015) |           |           |                       |